# هارولد كينان
هارولد كينان (بالإنجليزية: Harold Keenan)‏ (20 ديسمبر 1893 في المملكة المتحدة - ) هو لاعب كرة قدم بريطاني (وحمل سابقاً جنسية المملكة المتحدة لبريطانيا العظمى وأيرلندا) في مركز الدفاع. لعب مع نادي بلاكبول.